# 閩南語純化主義
閩南語純化主義，在臺灣或稱臺語純化主義，是閩南語的語言純化主義，旨在明確區分本土詞彙和外來詞彙（主要來自北方漢語和日語）。本土詞彙可以專指純閩南語詞彙，也能夠指以閩南語唸讀的部份常用漢字詞。然而，有些人指出，閩南語的純化思想可能是影響下一代語言傳承的阻礙原因。